# Saint-Vincent-sur-Jard
Saint-Vincent-sur-Jard ist eine westfranzösische Gemeinde mit 1.602 Einwohnern (Stand: 1. Januar 2022) im Département Vendée in der Region Pays de la Loire. Die Gemeinde besteht aus mehreren Weilern (hameaux) und Einzelgehöften.

## Lage
Der Ort Saint-Vincent-sur-Jard ist nur etwa ein bis zwei Kilometer von der Atlantikküste entfernt und liegt in einer Höhe von ca. 4 bis 5 m ü. d. M. Die nächstgrößere Stadt ist das etwa 35 Kilometer (Fahrtstrecke) nördlich gelegene La Roche-sur-Yon; der bekannte Badeort Les Sables-d’Olonne befindet sich circa 28 Kilometer nordwestlich. Der sehenswerte Nachbarort Avrillé ist nur etwa neun Kilometer in nördlicher Richtung entfernt.

## Bevölkerungsentwicklung
| Jahr      | 1800 | 1851 | 1901 | 1954 | 1999 | 2013 |
| Einwohner | 400  | 491  | 485  | 458  | 871  | 1297 |

Bis in die 1980er Jahre blieb die Zahl der Einwohner weitgehend konstant; erst danach setzte ein Wachstum ein, das zu Beginn des 21. Jahrhunderts auf den bislang höchsten Wert anstieg.

## Wirtschaft
Der Ort und seine Umgebung waren jahrhundertelang landwirtschaftlich geprägt; die meisten Menschen lebten als Selbstversorger; im Ort selbst bildeten sich verschiedene Handwerks- und Dienstleistungsberufe heraus. Im ausgehenden Mittelalter und in der frühen Neuzeit wurde neben der Feldwirtschaft und ein wenig Viehzucht auch in geringem Umfang Weinbau betrieben, der jedoch – nach der Reblauskrise im ausgehenden 19. Jahrhundert – nahezu eingestellt wurde. Seit den 1960er Jahren spielt der Tourismus in Form der Vermietung von Ferienwohnungen (gîtes) eine bedeutende Rolle im Wirtschaftsleben der Gemeinde.

## Geschichte
Mehrere ehemals vorhandene Dolmen und Menhire bezeugen die Anwesenheit von Menschen in der Jungsteinzeit. Aus römischer und gallorömischer Zeit sind bislang keine archäologisch verwertbaren Funde zutage getreten. Im Mittelalter entstand eine romanische Kirche, die jedoch mehrfach umgestaltet wurde. In den Revolutionsjahren  nannte sich der Ort Le Goulet.

## Sehenswürdigkeiten

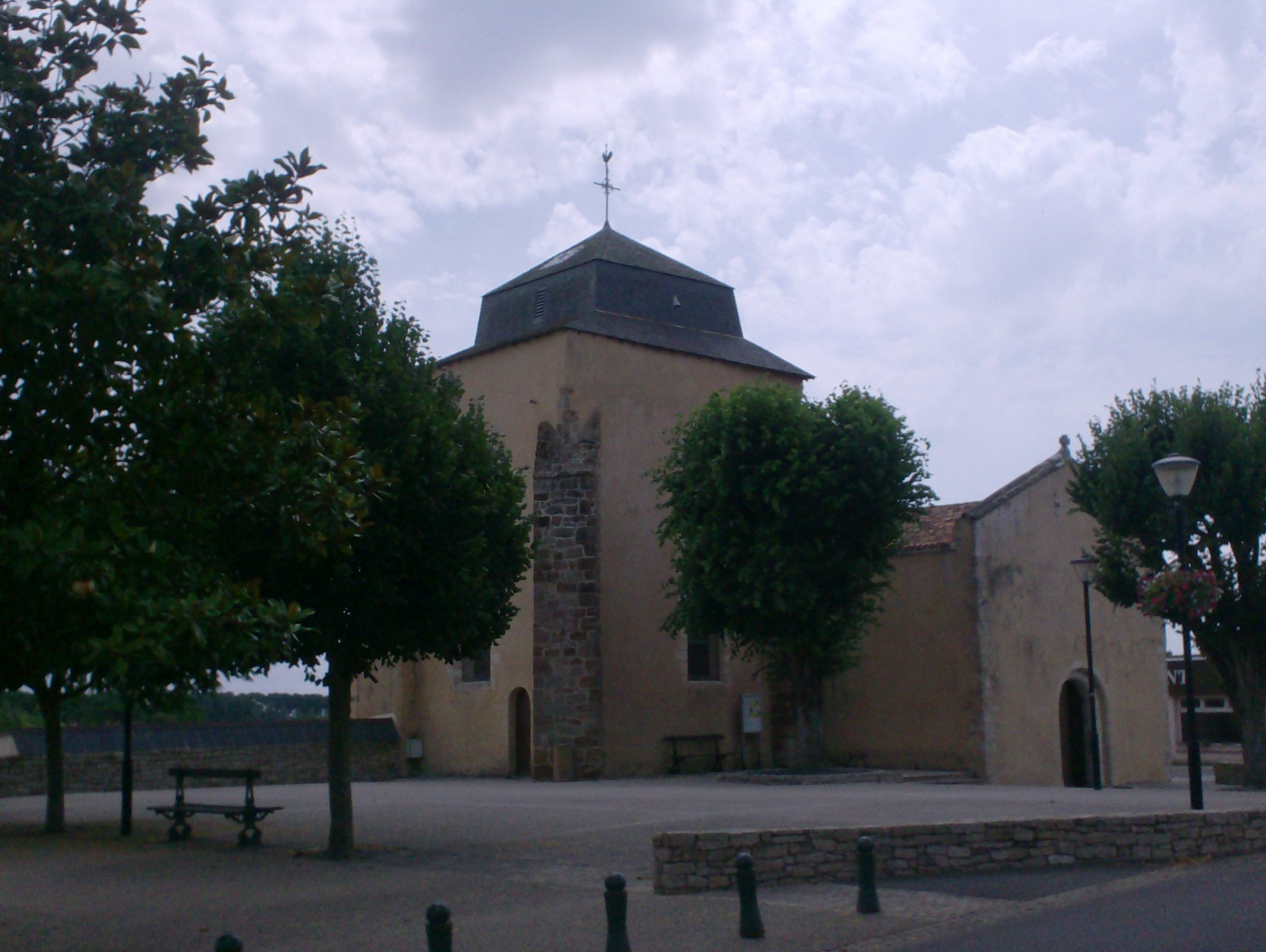
Kirche Saint-Vincent

- Die romanische Pfarrkirche Saint-Vincent ist ein durch spätere Anbauten und Veränderungen arg verwinkelter Bau des 11. und 12. Jahrhunderts, der nach wahrscheinlichen Zerstörungen in der Zeit der Hugenottenkriege (1562–1598) zu Beginn des 17. Jahrhunderts komplett umgestaltet wurde.

außerhalb
- Etwa einen Kilometer nördlich des Ortes stehen die Überreste des arg zerstörten Dolmen du Grand Bouillac, die dennoch seit dem Jahr 1991 als Monument historique anerkannt sind.[2]
- In Strandnähe steht das von einem Garten umgebene Ferien- und Altersdomizil des ehemaligen französischen Innenministers und Ministerpräsidenten Georges Clemenceau (1841–1929), welches zu einem Museum umgebaut wurde und seit dem Jahr 1970 als Monument historique eingestuft ist.[3]